# ソオタラ・ファアソオ
ソオタラ・ファアソオ（So'otala Fa'aso'o、1994年10月2日 - ）は、トップ14USAペルピニャンに所属するラグビーユニオン選手。

## プロフィール
- ニュージーランド・オークランド出身[1]。
- ポジションはフランカー(FL)。
- 身長 202cm、体重 135kg
- U20サモア代表に選ばれたことがある[2]。
- サモア代表キャップは1(2024年10月現在）でワールドカップ2023のサモア代表に選ばれた[3]。

## 略歴
オークランド、ワイララパブッシュ、カウンティー・マヌカウ、ラシン92、CAブリーヴ、ロンドン・アイリッシュを経て、2023年、USAペルピニャンに加入。